# Copa de Macedonia del Norte de balonmano
La Copa de Macedonia del Norte de balonmano es el torneo del K.O de balonmano en Macedonia del Norte. Comenzó en 1993.

## Palmarés
| Año  | Campeón                 |
| ---- | ----------------------- |
| 1993 | Ševro Kumanovo          |
| 1994 | Borec Agropin           |
| 1995 | Pelister                |
| 1996 | Pelister                |
| 1997 | Vardar Vatrostalna      |
| 1998 | Pelister                |
| 1999 | Pelister                |
| 2000 | Vardar Vatrostalna      |
| 2001 | Vardar Vatrostalna      |
| 2002 | Tutunski Kombinat Brend |
| 2003 | Vardar Vatrostalna      |
| 2004 | Vardar Vatrostalna      |
| 2005 | Pelister Kometal        |
| 2006 | Metalurg                |
| 2007 | Vardar PRO              |
| 2008 | Vardar PRO              |
| 2009 | Metalurg                |
| 2010 | Metalurg                |
| 2011 | Metalurg                |
| 2012 | Vardar PRO              |
| 2013 | Metalurg                |
| 2014 | Vardar                  |
| 2015 | Vardar                  |
| 2016 | Vardar                  |
| 2017 | Vardar                  |
| 2018 | Vardar                  |
| 2019 | Metalurg                |
| 2021 | RK Vardar               |
| 2022 | RK Vardar               |
| 2023 | RK Vardar               |
| 2024 | RK Alkaloid             |

## Palmarés por equipo
| Club              | Ganadores | Años                                                                                           |
| ----------------- | --------- | ---------------------------------------------------------------------------------------------- |
| Vardar            | 16        | 1997, 2000, 2001, 2003, 2004, 2007, 2008, 2012, 2014, 2015, 2016, 2017, 2018, 2021, 2022, 2023 |
| Eurofarm Pelister | 5         | 1995, 1996, 1998, 1999, 2005                                                                   |
| Metalurg          | 6         | 2006, 2009, 2010, 2011, 2013, 2019                                                             |
| RK Alkaloid       | 1         | 2024                                                                                           |
| Borec             | 1         | 1994                                                                                           |
| Kumanovo          | 1         | 1993                                                                                           |
| Tutunski Kombinat | 1         | 2002                                                                                           |